# El Obrero Balear
El Obrero Balear fou un setmanari mallorquí d'orientació socialista publicat a Palma entre desembre de 1900 i juliol de 1936 com a òrgan de la Federació Socialista Balear (FSB). Es publicava en castellà, amb algun article esporàdic en català, divulgà texts marxistes i oferia informació sobre el moviment sindical, les condicions de vida de la classe treballadora mallorquina i les dificultats dels treballadors emigrants mallorquins a Amèrica. Pel 120è aniversari de la publicació, el PSIB-PSOE posà a l'abast dels investigadors tots els números digitalitzats.

## Història
En foren directors Antoni Maria Alsina, Llorenç Bisbal i Barceló, Jaume Rebassa Garcies, Jaume Marí i Francesc Roca Hernández.
Excepcionalment, el 1909 fou clausurat a causa d'un article de Llorenç Bisbal contra Antoni Maura arran dels fets de la Setmana Tràgica.
Va passar per períodes de dificultats econòmiques que van posar en perill la seva existència, però va mantenir un fort pluralisme intern al marge de les disputes internes del partit. El 1935 es manifestà en contra de la celebració a Eivissa del VII Centenari de la Conquesta. El triomf de la sublevació feixista el 18 de juliol de 1936 a Mallorca va provocar la seva clausura. Tot i així, entre abril i juliol de 1937 l'Agrupació de Socialistes de Balears a Catalunya en va editar cinc números a Barcelona sota la direcció de Víctor Alomar Cifré, qui hi aplegà com a col·laboradors als mallorquins refugiats Gabriel Alomar, Bartomeu Alou, Ignasi Ferretjans, Vicenç Garcés Bonafe i Antoni Maria Sbert.

### Consell de redacció i col·laboradors habituals
Bona part dels col·laboradors provenien de l'Agrupació Socialista de Ciutat i de la Federació Local de Societats Obreres, entitats amb les quals compartia espai físic.
Foren col·laboradors habituals Francesc Roca (director), Joan Ferrer, Jaume Vicens, Antoni Maria Alsina (director), Jaume Marí (director), Llorenç Bisbal (director), Ignasi Ferretjans (director), Josep Gomila i Agustí Roca, així com Andreu Crespí, Alexandre Jaume Rosselló i Joan Monserrat Parets. Cal tenir en compte el nombre de vegades que el director exercia alhora de col·laborador, mostra que es tractava d'un nucli reduït de persones però altament conscienciat.
Significativament, molts d'aquests noms són els mateixos que, en aquest període, podem trobar no solament a l'Agrupació Socialista, la Federació de Societats Obreres, les Joventuts Socialistes o la Junta Local de Reformes Socials, sinó també a les societats de resistència més importants.

## Publicitat
A diferència d'altres rotatius generalistes de l'època, la publicitat de caràcter comercial ocupà un paper poc rellevant, per no dir testimonial o pràcticament nul. Dos motius expliquen aquest fet: un de quantitatiu i l'altre de qualitatiu. En primer lloc, el seu escàs tiratge - l'any 1909, no més de 300 exemplars - el feu poc atractiu pels anunciants, en comparació als grans tiratges d'altres periòdics. En segon lloc, i més important, el caràcter obrer dels seus lectors impedia generar una demanda que anés menys enllà dels béns de primera necessitat, ja que disposaven d'una capacitat de consum bastant limitada. Per aquesta raó, en un sentit estricte, només es publicaren anuncis comercials en el primer número, amb l'objectiu de captar futurs ingressos esconòmics. Dels dos anuncis, de mitja pàgina cadascun, publicats al final del número d'estrena, un feia referència a Pianos Banqué i l'altre a la llibreria i impremta Soler, establiment on s'imprimia el periòdic. En els números posteriors, la publicitat fou de caràcter polític, llevat d'algunes excepcions, com ara la que requeria corresponsals en pobles o repartidors per a la seva venda. També s'anunciaren les reunions de l'Agrupació Socialista i de la Federació Local (El Progreso, La Igualdad, El Desarrollo del Arte, Unión de Curtidores, etc.).